# Qarah Masjed
Qarah Masjed (persiska: قره مسجد) är en ort i Iran.   Den ligger i provinsen Östazarbaijan, i den nordvästra delen av landet, 400 km nordväst om huvudstaden Teheran. Qarah Masjed ligger 2 218 meter över havet och antalet invånare är 111.
Terrängen runt Qarah Masjed är lite bergig, och sluttar söderut.Runt Qarah Masjed är det ganska tätbefolkat, med 62 invånare per kvadratkilometer. Närmaste större samhälle är Sahzāb, 11,2 km sydväst om Qarah Masjed. Trakten runt Qarah Masjed består i huvudsak av gräsmarker.